# Muchamed Asimow
Muchamed Sajfitdinowicz Asimow (ros. Мухамед Сайфитдинович Асимов, tadż. Муҳаммад Осимӣ, Muhammad Osimi, ur. 25 sierpnia 1920 w Chodżencie, zm. 29 lipca 1996 w Duszanbe) – radziecki i tadżycki filozof, kulturolog, orientalista i polityk.

## Życiorys
W 1941 ukończył studia na Wydziale Fizyczno-Matematycznym Uzbeckiego Uniwersytetu Państwowego, 1941–1946 służył w Armii Czerwonej, później był kolejno starszym wykładowcą, kierownikiem katedry i zastępcą dyrektora Leninabadzkiego Państwowego Instytutu Pedagogicznego, od 1945 należał do WKP(b). Od 1952 do 1955 studiował na aspiranturze Akademii Nauk Społecznych przy KC WKP(b)/KPZR. Od 1956 do grudnia 1962 był rektorem Tadżyckiego Instytutu Politechnicznego, od 21 grudnia 1962 do 15 lipca 1965 sekretarzem KC Komunistycznej Partii Tadżykistanu i jednocześnie od grudnia 1962 do 1965 przewodniczącym Komitetu Kontroli Partyjno-Państwowej KC KPT i Rady Ministrów Tadżyckiej SRRR i zastępcą przewodniczącego Rady Ministrów Tadżyckiej SRR, 26 maja 1965 został akademikiem Akademii Nauk Tadżyckiej SRR w dziedzinie filozofii. Od 26 maja 1965 do 6 maja 1988 był prezesem Akademii Nauk Tadżyckiej SRR, w 1970 uzyskał stopień doktora nauk filozoficznych, a 1972 profesora, 26 listopada 1974 został członkiem korespondentem Akademii Nauk ZSRR (filozofia). Od maja 1988 był członkiem Prezydium Akademii Nauk Tadżyckiej SRR, później przewodniczącym Towarzystwa Kontaktów Kulturalnych z Narodami Perskojęzycznymi za Granicą, był też honorowym akademikiem Akademii Nauk Republiki Afganistanu. Został zamordowany w Duszanbe.

## Odznaczenia i nagrody
- Order Lenina (dwukrotnie)
- Order Rewolucji Październikowej
- Order Wojny Ojczyźnianej i klasy (dwukrotnie)
- Order Czerwonego Sztandaru Pracy (dwukrotnie)
- Order Czerwonej Gwiazdy
- Order „Znak Honoru”
- Zasłużony Działacz Nauki Tadżyckiej SRR (1978)
- Międzynarodowa Nagroda im. D. Nehru (1980)